# 우리가 고아였을 때
《우리가 고아였을 때》(영어: When We Were Orphans)는 가즈오 이시구로의 2000년 장편 역사소설이다. 실종된 부모를 찾아 중국 상하이로 떠난 영국 탐정 크리스토퍼를 주인공으로 되돌릴 수 없는 어린 시절의 향수를 역사와 엮어 전개한다. 대한민국에는 민음사에서 김남주 번역으로 출간되었다. 타임지 '100대 영문 소설'로 선정되었다.